# Hemza Mihoubi
Hemza Mihoubi (Oued Rhiou, 13 gennaio 1986) è un ex calciatore algerino naturalizzato francese, di ruolo difensore.

## Carriera
Cresciuto nelle giovanili del Metz, da febbraio a maggio 2006 è impiegato nel ruolo di difensore sinistro, posizione in cui aumenta il suo rendimento. A giugno 2006 è acquistato dal Lecce, ma è poco impiegato dall'allenatore e a gennaio 2007 si trasferisce in prestito al Charleroi, in prima divisione belga. Gioca 8 partite e nell'estate seguente torna al Lecce per disputare con il club salentino il campionato di Serie B.
Il 29 luglio 2009 passa al Bellinzona, firmando un contratto biennale.
Alla fine della stagione 2010-2011, in seguito alla retrocessione del club elvetico si svincola. Nel maggio 2012 passa al Losone Sportiva (seconda interregionale svizzera) dove disputa una sola partita prima di approdare nella stagione 2012-13 in Challenge League firmando un contratto annuale con il Wohlen.
Nel 2013 si accasa nella seconda divisione del campionato belga nel White Star Bruxelles. A fine stagione si svincola, tornando a firmare un contratto con i White Star nel novembre 2014 dove resta fino a luglio 2015.
Arrestato in Francia nel settembre del 2015 per concorso in un tentato rapimento di un imprenditore avvenuto a Lugano e poi prosciolto, torna al calcio giocato nell'agosto del 2016, siglando un contratto biennale con il club svizzero del Locarno.
Ha giocato nella nazionale francese Under-19.